# Хімічний аналіз

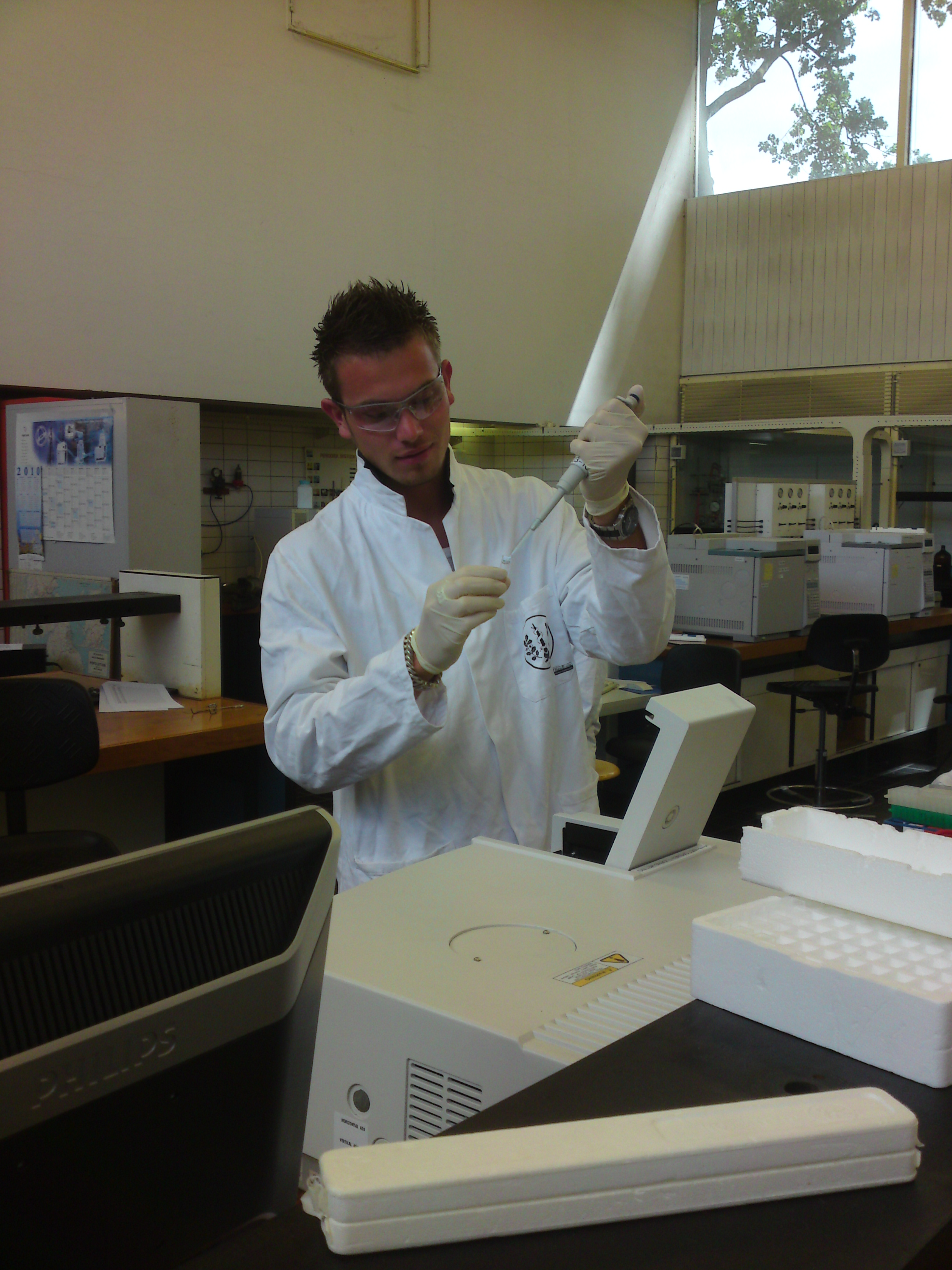
Хімічний аналіз.

Хімічний аналіз (рос. химический анализ, англ. chemical analysis, нім. chemische Analyse) — сукупність операцій, за допомогою яких встановлюють якісний та (або) кількісний склад речовини. 

## Загальний опис
У хімічному аналізі використовують методи, основані на хімічних реакціях досліджуваних речовин (наприклад, гравіметричний і титриметричний аналіз). Фізико-хімічні методи хімічного аналізу засновані на вимірюванні фізичних величин, зміна яких зумовлена хімічними реакціями (потенціометрія, амперометричне титрування). Фізичні методи забезпечують вимірювання фізичних характеристик, зумовлених хімічною індивідуальністю речовин (наприклад, спектральний аналіз, активаційний аналіз).

## Хімічний аналіз у мінералогії
Хімічний аналіз у мінералогії застосовується для кількісного визначення вмісту мінералів і передбачає вибіркове розчинення досліджуваних мінералів. Він оснований на розходженні в ступені або швидкості розчинення мінералів у визначених розчинниках.  При діагностиці мінералів у відбитому світлі застосовуються травлення і реакції кристалохімічного та крапельного аналізу на окремі елементи. При визначенні карбонатних мінералів застосовують реакції плівкового характеру, а при діагностиці окислених руд – фазовий аналіз, який проводять за допомогою відбитків та крапельного аналізу. Хімічні методи дослідження дозволяють не тільки кількісно визначати мінерали, але й установлювати їхні взаємозв’язки в складних мінеральних комплексах, а також характер вкраплення корисних компонентів. Хімічний аналіз має значні переваги перед мінералогічним: дозволяє оброблювати великі кількості аналізованого матеріалу (до 20 г) при малому вмісті мінералу, який визначається, що приводе до високої точності. Однак, тривалість хімічного аналізу для більшості руд складає від одного до трьох днів. Крім того, більшість методик хімічного фазового аналізу дає кількісну оцінку тільки одного елемента.